# Universidad Autónoma de Nuevo León
La Universidad Autónoma de Nuevo León (UANL) es una institución pública de educación media-superior y educación superior, con sede principal en la Ciudad Universitaria, ubicada en el municipio de San Nicolás de los Garza, dentro del Zona metropolitana de Monterrey, Nuevo León, México.
Las raíces de la Universidad Autónoma de Nuevo León se remontan a las aulas del Real y Tridentino Colegio Seminario de Monterrey del siglo XVIII, los centros de altos estudios del siglo XIX, la Escuela de Medicina fundada por el ilustre doctor José Eleuterio González “Gonzalitos”, la Escuela de Jurisprudencia y el Colegio Civil oficialmente en 1933.
El lema de la academia desde su fundación es: "Alere Flammam Veritatis" (Alimentad la flama de la verdad). Cuenta con diversos campus en varios municipios del estado de Nuevo León. Actualmente la Universidad cuenta con alrededor de 215 035 estudiantes, que son atendidos por un aproximado de 7000 docentes. Entre sus sedes se destacan la Ciudad Universitaria, el Campus de la Salud, el Campus Agropecuario, el Campus Mederos y las instalaciones en los municipios de Marín, Sabinas Hidalgo y Linares.
La UANL es la tercera universidad más grande en México, y la institución pública de educación superior más importante y con mayor oferta académica del norte del país. Cuenta con 47 centros de investigación donde trabajan cientos de investigadores, de los cuales 1014 son miembros del Sistema Nacional de Investigadores (SNI), además de tener 114 bibliotecas (4 238 000 volúmenes de consulta).

## Historia

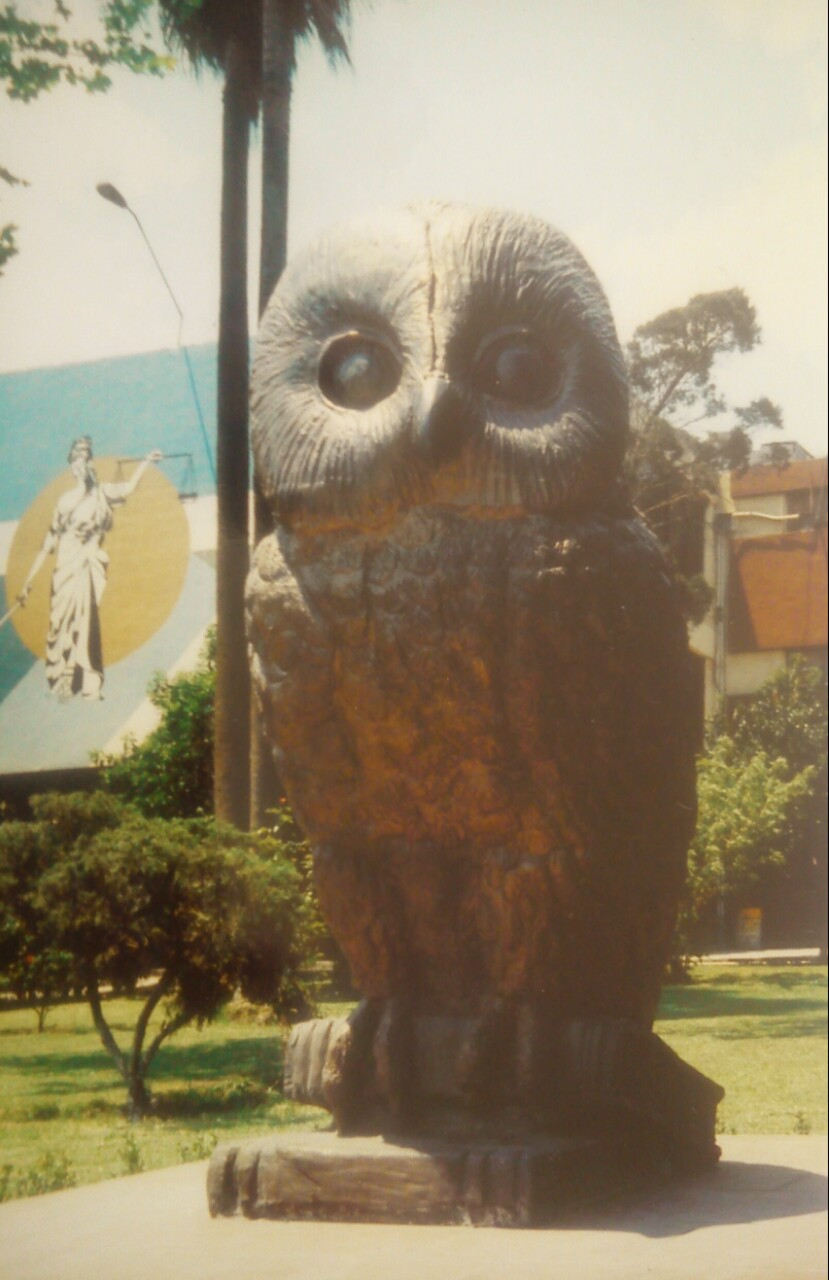
Lechuza en la Facultad de Derecho, campus de la Universidad Autónoma de Nuevo León (UANL).

Aunque ya en el año de 1703 la Iglesia Católica impartía formalmente una cátedra de Filosofía y de Gramática en Nuevo León, se tiene documentado que, en el Seminario Conciliar de Monterrey, se impartió en 1824 la primera cátedra de Derecho Civil en el estado, cátedra que estuvo a cargo de Don José Alejandro de Treviño y Gutiérrez, hecho que sería el parteaguas para el inicio de la Escuela de Jurisprudencia, hoy Facultad de Derecho y Criminología, escuela fundadora de la Universidad de Nuevo León.
Los antecedentes inmediatos de la universidad pública sólo se remontan al año de 1857, cuando el gobernador Santiago Vidaurri inició en ese año la fundación del Colegio Civil. Éste inició prácticamente sus labores hasta noviembre de 1859 y su plan de estudios y estructura es, de hecho, el de una Universidad.
Dicha institución terminó siendo materializada por el gobernador sustituto José Silvestre Aramberri en el año de 1859 en apoyo a los cursos de Farmacéutica y Medicina que el Dr. José Eleuterio González brindaba en el Hospital del Rosario desde varias décadas atrás. La oferta académica estaba compuesta por cursos de Leyes, Medicina y una escuela preparatoria. 
Su primer Director fue José de Jesús Dávila y Prieto. La institución inició con 40 alumnos, adoptando en la preparatoria un plan de estudios con duración de 5 años; las clases iniciaron el 5 de diciembre de 1859.
Con el tiempo, el número de cursos y carreras fue incrementando y la institución dio paso a un conjunto de facultades especializadas encargadas de la enseñanza y supervisión de las mismas. Dichas instituciones se organizarían formalmente en una universidad hasta 1933, cuando dio inicio de manera formal la Universidad de Nuevo León. 
En su primer año contaba con 218 profesores que impartían clases a 1,864 alumnos. Estaba compuesta por las facultades de Medicina, Derecho, Ingeniería, Química, la Escuela Normal, la Escuela de Bachilleres, la Escuela de Enfermería y Obstetricia y las escuelas industriales Álvaro Obregón y Pablo Livas.

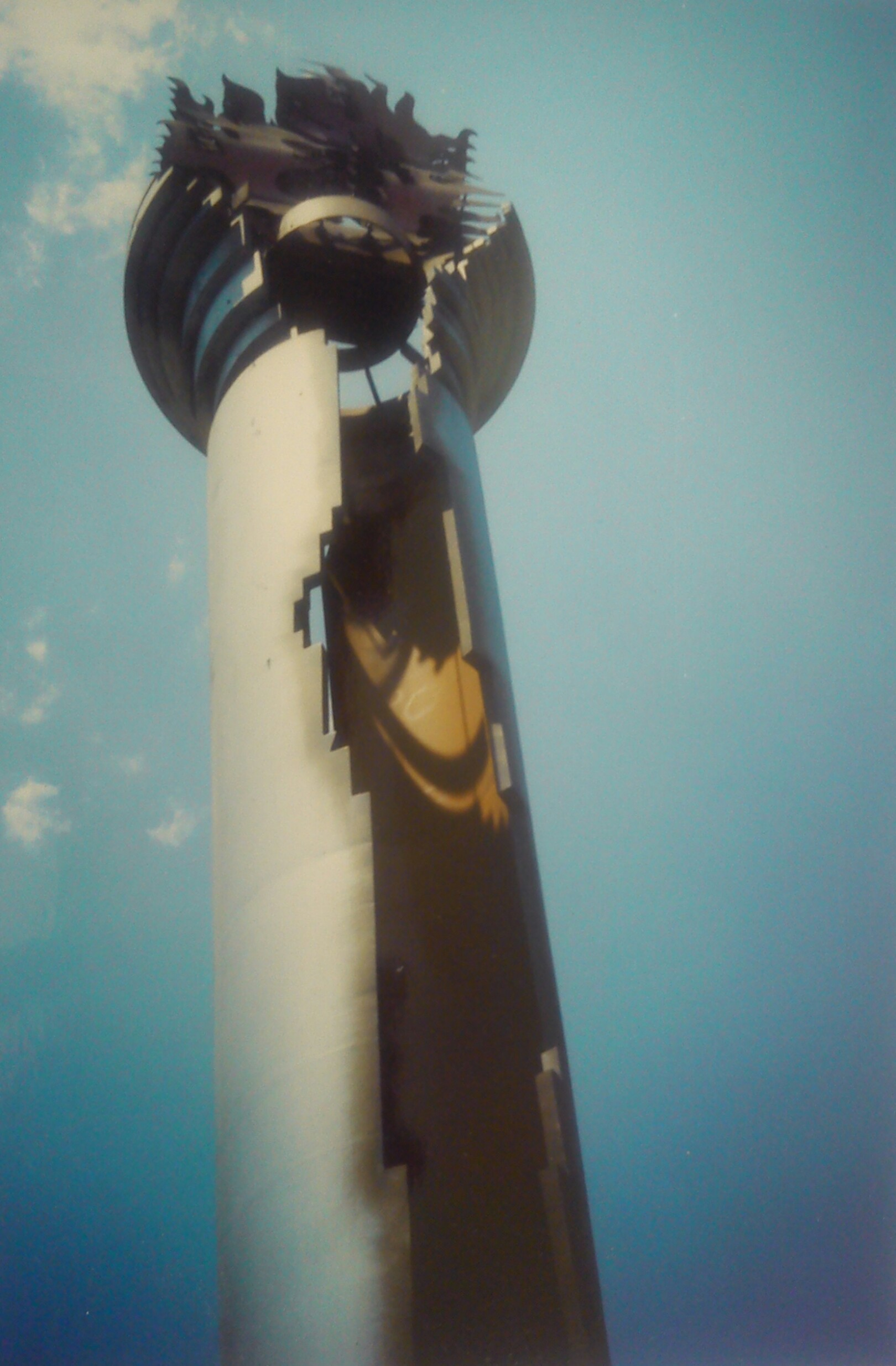
Zona Metropolitana de Monterrey: Monumento Alere flammam veritatis (Alimentad la llama de la verdad), en el campus de la Universidad Autónoma de Nuevo León

El número de facultades y personal fue creciendo y, gracias al rectorado de Raúl Rangel Frías, se vivió un fructífero período universitario. Fue así que se construyó el actual edificio de la Facultad de Medicina al que se integró en 1952 el Hospital Civil. Adicionalmente nacieron las facultades de Filosofía y Letras (1950), Comercio y Administración (1952), Ciencias Físico-Matemáticas (1953), Ciencias Biológicas (1952) y Agronomía (1954), estas últimas gracias a los esfuerzos del doctor Eduardo Aguirre Pequeño. De todo lo anterior surge la necesaria construcción en 1958 de la Ciudad Universitaria, nombre que recibe el complejo de edificios académicos localizados en el municipio de San Nicolás de los Garza, en los suburbios de la capital del estado.
En la década de los sesenta, diversos problemas de la institución como la falta de cupo en bachillerato, las carencias económicas y la falta de normativa para que los universitarios eligieran a sus autoridades, aunado a las peticiones laborales de los trabajadores del sindicato de 1964, así como el movimiento estudiantil y magisterial, fueron el cúmulo de sucesos clave en la vida de la Universidad de Nuevo León, culminando en la autonomía universitaria y en el nombre actual de Universidad Autónoma de Nuevo León, gracias a la promulgación de la cuarta Ley Orgánica de la Universidad publicada el 6 de junio de 1971.
La Universidad Autónoma de Nuevo León vivió entre los años 1973 y 1979 una época de fortalecimiento en el área de la docencia y la investigación, así como la diversificación de carreras, la implementación de equipos, laboratorios y nuevas tecnologías en beneficio de la enseñanza y la ciencia. Fue un período de esfuerzos para lograr grandes avances científicos y académicos. Además se logró la vinculación del conocimiento universitario con el sector industrial y empresarial regiomontano.

## Resultados ENARM 2024
En el Examen Nacional de Aspirantes a Residencias Médicas (ENARM) 2024, la Facultad de Medicina de la Universidad Autónoma de Nuevo León (UANL) destacó como una de las instituciones con mejores resultados a nivel nacional. Con 1,376 sustentantes, logró posicionarse en el segundo lugar en número absoluto de médicos seleccionados, con 795 aspirantes aceptados, lo que representa una tasa de selección del 57.76 %, la más alta entre las universidades con gran volumen de participantes. Sus egresados obtuvieron un puntaje promedio de 59.9998, el más alto entre las diez primeras posiciones del ranking nacional. Estos resultados consolidan a la UANL como una de las instituciones líderes en la formación de médicos especialistas en México, reflejando no solo excelencia académica, sino también una alta competitividad en el proceso de ingreso a residencias médicas.

## Rectores de la U.A.N.L.
| No. | Nombre                                  | Inicio                   | Final                    | Notas |
| 1   | Dr. Pedro de Alba                       | 5 de septiembre de 1933  | 20 de diciembre de 1933  | Secretario general interino en funciones de rector. |
| 2   | Lic. Héctor González González           | 21 de diciembre de 1933  | 15 de agosto de 1934     | Primer rector elegido. |
| 3   | Dr. Ángel Martínez Villarreal           | 16 de agosto de 1934     | 4 de octubre de 1935     | |
| 4   | Profr. y Gral. Gregorio Morales Sánchez | 4 de noviembre de 1935   | 30 de abril de 1936      | Presidente del Consejo de Cultura Superior en funciones de rector. |
| 5   | Dr. Enrique C. Livas                    | 9 de mayo de 1936        | 3 de diciembre de 1948   | Secretario general en funciones de Presidente del Consejo de Cultura Superior (1936-1939) Presidente del Consejo de Cultura Superior (1939-1943) Rector de la Universidad (1943-1948) |

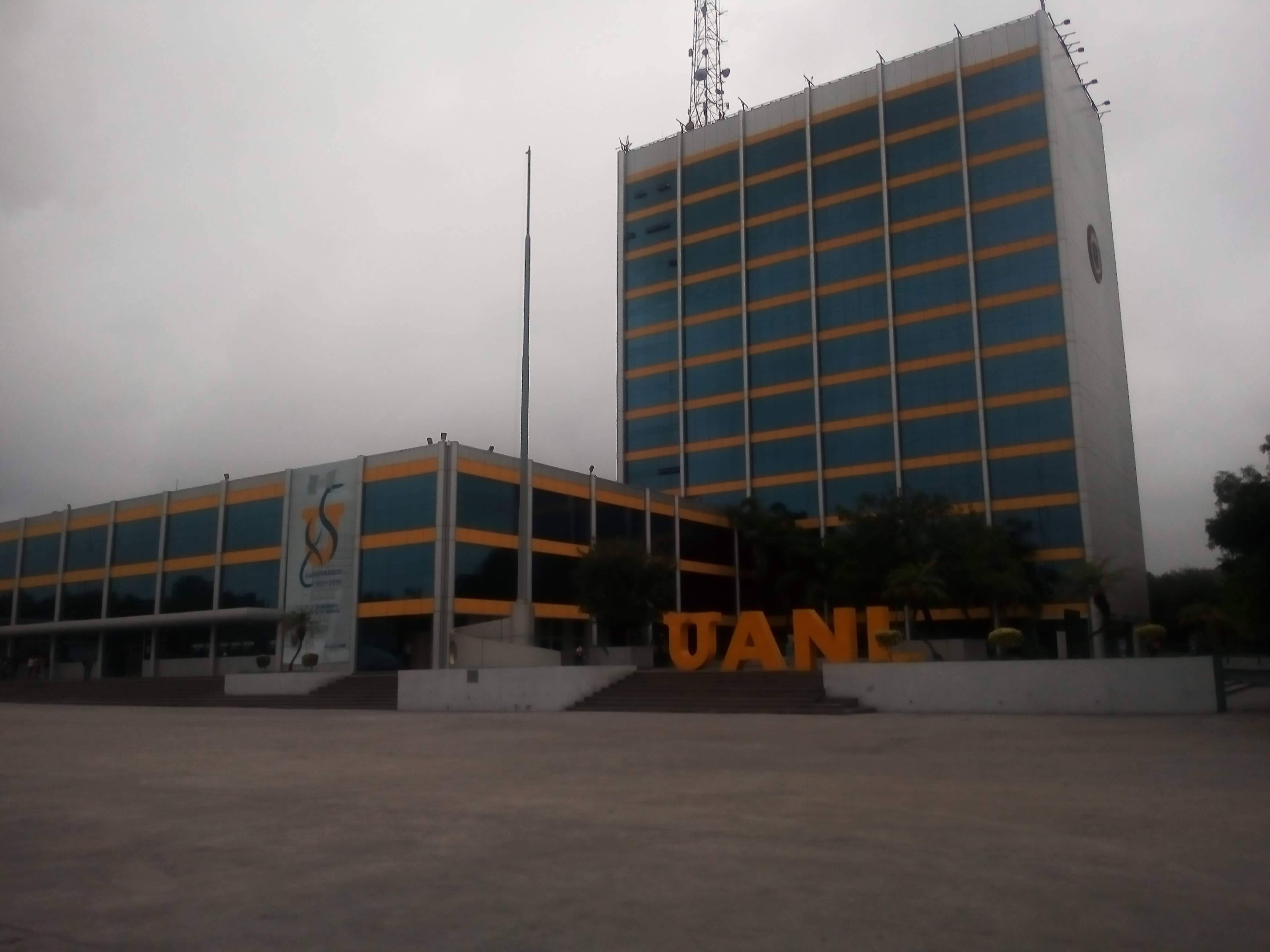
Rectoría UANL

| 6   | Profr. Antonio Moreno Garza             | 1939                     | 1948                     | Secretario general de la Universidad en calidad de Rector en las ausencias del Dr. Livas |
| 7   | Lic. Octavio Treviño                    | 4 de diciembre de 1948   | 4 de mayo de 1949        | |
| 8   | Lic. Raúl Rangel Frías                  | 4 de mayo de 1949        | 31 de marzo de 1955      | Renunció al cargo al ser postulado como candidato a la gubernatura de Nuevo León. |
| 9   | Ing. Roberto Treviño González           | 5 de abril de 1955       | 14 de junio de 1958      | |
| 10  | Lic. Roque González Salazar             | 16 de junio de 1958      | 29 de septiembre de 1958 | Rector interino |
| 11  | Arq. Joaquín A. Mora                    | 29 de septiembre de 1958 | 4 de octubre de 1961     | |
| 12  | Dr. José Alvarado Santos                | 4 de octubre de 1961     | 8 de febrero de 1963     | |
| 13  | Lic. Alfonso Rangel Guerra              | 8 de febrero de 1963     | 8 de octubre de 1964     | |
| 14  | Lic. Eduardo L. Suárez                  | 8 de octubre de 1964     | 12 de mayo de 1965       | |
| 15  | Lic. Eduardo A. Elizondo Lozano         | 12 de mayo de 1965       | 22 de febrero de 1967    | Renunció al cargo al ser postulado como candidato a la gubernatura de Nuevo León. |
| 16  | Ing. Nicolás Treviño Navarro            | 22 de febrero de 1967    | 4 de octubre de 1967     | Rector interino. |
| 17  | Dr. Héctor Fernández González           | 4 de octubre de 1967     | 26 de noviembre de 1969. | |
| 18  | Lic. Enrique Martínez Torres            | 26 de noviembre de 1969  | 10 de diciembre de 1969  | Rector provisional. |
| 19  | Dr. Oliverio Tijerina Torres            | 10 de diciembre de 1969  | 14 de enero de 1971      | Primer rector electo por el Consejo Universitario. |
| 20  | Lic. Manir González Martos              | 14 de enero de 1971      | 20 de febrero de 1971    | Rector provisional. |
| 21  | Ing. Héctor Ulises Leal Flores          | 20 de febrero de 1971    | 12 de abril de 1971      | Último rector de la Universidad de Nuevo León, antes de decretarse la Ley Orgánica que le otorgó a la Universidad el carácter de autónoma. Protagonista junto con la comunidad universitaria, del Movimiento para lograr la autonomía Universitaria, periodo conocido como Ulisismo. Desconocido como rector por este hecho, por el gobernador Elizondo, quien nombra Rectores paralelos mientras continúa el movimiento por la Autonomía Universitaria. |
| 22  | Dr. Arnulfo Treviño Garza               | 12 de abril de 1971      | 4 de junio de 1971       | |
| 23  | Lic. Alfonso Rangel Guerra              | 7 de junio de 1971       | 31 de julio de 1971      | Rector por segunda vez. |
| 24  | Ing. Héctor Ulises Leal Flores          | 31 de julio de 1971      | 12 de diciembre de 1972  | Primer Rector de la Universidad Autónoma de Nuevo León, una vez triunfado el movimiento y lograda la Autonomía Universitaria. |
| 25  | Dr. Lorenzo de Anda y Anda              | 18 de diciembre de 1972  | 15 de agosto de 1973     | |
| 26  | Lic. Genaro Salinas Quiroga             | 15 de agosto de 1973     | 17 de octubre de 1973    | |
| 27  | Dr. Luis Eugenio Todd Pérez             | 17 de octubre de 1973    | 10 de agosto de 1979     | |
| 28  | Dr. Amador Flores Aréchiga              | 10 de agosto de 1979     | 12 de septiembre de 1979 | Rector interino. |
| 29  | Dr. Alfredo Piñeyro López               | 12 de septiembre de 1979 | 12 de septiembre de 1985 | |
| 30  | Ing. Gregorio Farías Longoria           | 12 de septiembre de 1985 | 12 de septiembre de 1991 | |
| 31  | Lic. Manuel Silos Martínez              | 13 de septiembre de 1991 | 1 de febrero de 1996     | |
| 32  | Dr. Reyes Tamez Guerra                  | 1 de febrero de 1996     | 30 de noviembre de 2000  | |
| 33  | Dr. Luis J. Galán Wong                  | 30 de noviembre de 2000  | 19 de diciembre de 2003  | |
| 34  | Ing. José Antonio González Treviño      | 20 de diciembre de 2003  | 3 de octubre de 2009     | |
| 35  | Dr. Jesús Ancer Rodríguez               | 28 de octubre de 2009    | 27 de octubre de 2015    | |
| 36  | Ing. Rogelio Garza Rivera               | 28 de octubre de 2015    | 26 de octubre de 2021    | |
| 37  | Dr. Santos Guzmán López                 | 27 de octubre de 2021    | Actualidad               | Rector interino. |

## Campus

### Campus Ciudad Universitaria
La Ciudad Universitaria, el campus principal, está ubicado en San Nicolás de los Garza, dentro del área metropolitana de la ciudad de Monterrey y alberga dentro la Torre de Rectoría, la cual fue inaugurada el 4 de septiembre de 1954.
Ubicado en San Nicolás de los Garza, Ciudad Universitaria es el centro neurálgico de la Universidad Autónoma de Nuevo León, pues es sede de las oficinas administrativas y de la oficina del Rector; su campus alberga 11 Facultades, Centros e Institutos de investigación, las dos bibliotecas más importantes del sistema, la librería central, un Centro de Informática, así como auditorios. Asimismo, cuenta con un Estadio Universitario, cafeterías y un complejo deportivo con instalaciones de primer nivel (como el Centro Acuático Olímpico Universitario), en una gran extensión rodeada de jardines.
Adicionalmente, concentra algunas Facultades, como son:
| - Facultad de Filosofía y Letras - Facultad de Ciencias Biológicas - Facultad de Ciencias Químicas - Facultad de Arquitectura - Facultad de Ingeniería Civil - Facultad de Derecho y Criminología - Facultad de Ciencias Físico Matemáticas | - Facultad de Ingeniería Mecánica y Eléctrica - Facultad de Contaduría Pública y Administración - Facultad de Organización Deportiva - Facultad de Trabajo Social y Desarrollo Humano |  |

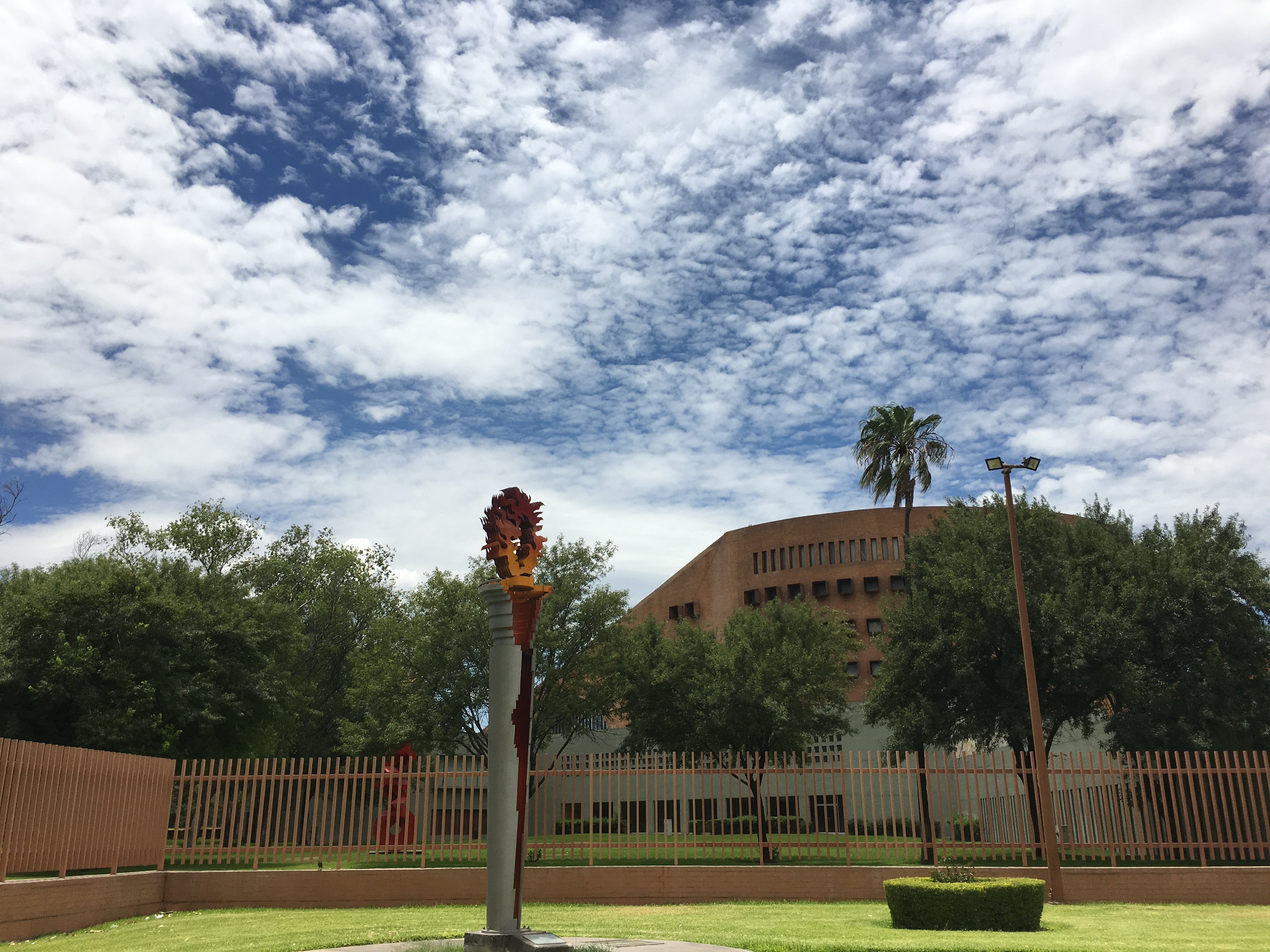
Fachada de la Biblioteca Universitaria Raúl Rangel Frías, ubicada en el parque Niños Héroes, en San Nicolás de los Garza, Nuevo León.

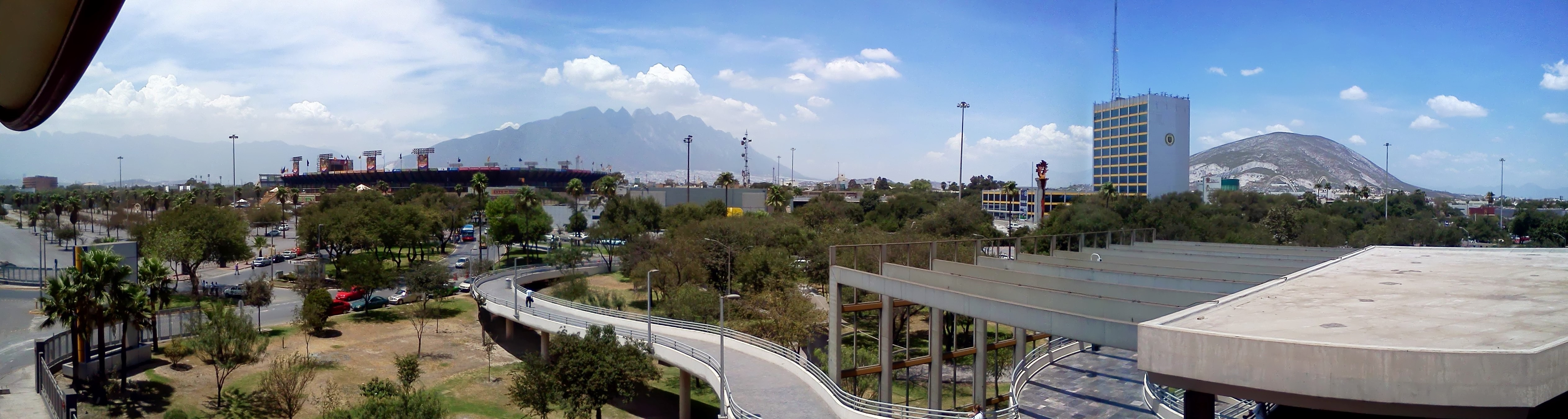
Panorámica de la Ciudad Universitaria

### Campus Ciencias de la Salud
En la ciudad de Monterrey, a 20 minutos de Ciudad Universitaria, se sitúa el Campus Médico, conformado por las facultades de:
- Facultad de Medicina
- Facultad de Odontología
- Facultad de Enfermería
- Facultad de Psicología
- Facultad de Salud Pública y Nutrición
- Centro de Investigación y Desarrollo en Ciencias de la Salud (CIDICS)

Así como el Hospital Universitario Dr. José Eleuterio González.

### Campus Mederos
El Campus Mederos se localiza a 80 minutos de ciudad universitaria hacia el sur de la ciudad de Monterrey; está integrado por las facultades de:
- Facultad de Ciencias Políticas y Relaciones Internacionales
- Facultad de Economía
- Facultad de Música
- Facultad de Artes Visuales
- Facultad de Artes Escénicas
- Facultad de Ciencias de la Comunicación

Además, cuenta con instalaciones como el Centro de Acondicionamiento Físico, el Centro de Apoyo y Servicios Académicos y la Unidad de Seminarios para beneficio y profesionalización de los académicos, la Librería Universitaria, además del centro de Estudios y Certificación de Lenguas Extranjeras, la Preparatoria Centro de Investigación y Desarrollo de Educación Bilingüe (CIDEB) y el Centro de Comunicación y Producción Audiovisual donde se encuentra el Canal 53 y la estación 89.7 FM Radio UANL, medios de comunicación universitarias en señal abierta pioneras en el país.

### Campus Ciencias Agropecuarias
El Campus de Ciencias Agropecuarias, se encuentra al norte del área metropolitana, en el municipio de General Escobedo, alberga las facultades de:
- Facultad de Agronomía
- Facultad de Medicina Veterinaria y Zootecnia

Además del Centro de Investigación y Desarrollo en Industrias Alimentarías, el Centro de Desarrollo de Agronegocios, Centro de Exposiciones Agropecuarias, la Biblioteca de Ciencias Agropecuarias y Biológicas, y el Proyecto Invernaderos, también cuenta con unidades académicas y campos experimentales en los municipios de Marin, Aramberri, Los Ramones y García.

### Campus Linares
En Linares se encuentran las siguientes facultades:
- Facultad de Ciencias Forestales.
- Facultad de Ciencias de la Tierra.
- Facultad de Contaduría Pública y Administración. Extensión.
- Facultad de Derecho y Criminología. Extensión.
- Facultad de Enfermería. Extensión.
- Facultad de Filosofía y Letras. Extensión.
- Facultad de Organización Deportiva. Extensión
- Facultad de Ingeniería Mecánica y Eléctrica. Extensión

Además, está en construcción un Polideportivo. Ubicado en la esquina de Pablo Salce y Benito Juárez.

### Campus Sabinas Hidalgo
En Sabinas Hidalgo se localizan las siguientes facultades:
- Facultad de Derecho y Criminología. Extensión.
- Facultad de Contaduría Pública y Administración la cual cuenta con otra sede en el municipio de Cadereyta Jiménez. Extensión.
- Facultad de Enfermería. Extensión.
- Facultad de Psicología. Extensión.

Además de una extensión del Centro de Estudios y Certificación de Lenguas Extranjeras

## Presencia humanística
La UANL tiene un gran tradición humanística, que se vio reforzada en el rectorado de Raúl Rangel Frías con la creación de la Facultad de Filosofía y Letras.  Entre los centros para el desarrollo de las humanidades con que se cuenta se encuentran:
- Centro de Investigación en Historia Regional (Exhacienda San Pedro, Zuazua).
- Centro de Estudios sobre la Universidad (en Biblioteca Magna).
- Centro de Estudios Humanísticos
- Orquesta Sinfónica de la UANL.
- Orquesta de Cámara.
- Grupo de música Regional El Tigre.

El producto de la investigación humanística de la Universidad Autónoma de Nuevo León UANL es publicado en el anuario Humanitas. 

## Investigación
Durante sus más de 80 años de vida, la Universidad Autónoma de Nuevo León (UANL) se ha preocupado por el crecimiento del trabajo científico. Desde la formación del Instituto de Investigaciones Científicas al frente del Dr. Eduardo Aguirre Pequeño en 1943 hasta la creación de la Dirección General de Investigación en enero de 1997 han ocurrido importantes hechos que han permitido que la UANL sea una de las instituciones reconocidas por la calidad de sus investigaciones y la relevancia de algunas de sus líneas de investigación. En la actualidad se busca promover y fomentar la investigación científica y tecnológica ligada a los recursos humanos y a los programas de posgrado para contribuir a que la Universidad sea un polo de desarrollo científico y tecnológico.
Según datos al 2017, la UANL contaba con 990 investigadores registrados en el Sistema Nacional de Investigadores (SNI), lo cual representaba el 67% de los investigadores activos en el Estado de Nuevo León.
Como dato adicional puede referirse, que la UNI agrupa al 54% de los miembros de la Región Noreste de la Academia Mexicana de Ciencias.
Entre las actividades destacadas, para sembrar el interés en la investigación, desde 1999 se lleva a cabo el verano de la investigación científica, modalidad que ha beneficiado a 17,000 alumnos en las casi 20 ediciones celebradas.  A través de este y durante cuatro semanas, los estudiantes seleccionados trabajan con uno de los investigadores de la universidad, en proyectos reales, lo cual incrementa el interés por la ciencia y refuerza las competencias de los estudiantes

## Estructura
- 26 Facultades
- 1 Hospital-Escuela
- 25 Divisiones de Posgrado
- 1 Instituto de Investigaciones Sociales
- 1 Centro de Investigación y Desarrollo de Educación Bilingüe
- 37 Centros de Investigación[15]
- 25 Escuelas Preparatorias
- 3 Escuelas Preparatorias Técnicas
- 37 Programas de Bachillerato Técnico[16]
- 31 Carreras Técnicas Terminales
- 2 Programas de Técnico Superior Universitario
- 1 Programa de Profesional Asociado
- 91 Licenciaturas[16]
- 47 Especializaciones[16]
- 117 Maestrías[16]
- 43 Doctorados[16]

## Publicaciones científicas
- Contexto. Revista de la Facultad de Arquitectura de la UANL
- Medicina Universitaria
- Revistas Humanísticas: Revista de Investigación Educativa, Deslinde y Cathedra, publicadas por la Facultad de Filosofía de la UANL.
- Ciencia-UANL
- Ingenierías
- Isotimia: revista internacional de teoría política y jurídica
- Perspectivas sociales = Social Perspectives e-Dialnet
- Realidades: Revista de la Facultad de Trabajo Social y Desarrollo Humano. Universidad Autónoma de Nuevo León
- Revista de Ciencias del Ejercicio - FOD
- Trayectorias: revista de ciencias sociales de la Universidad Nacional de Nuevo León
- Revista de literatura, arte y cultura: Navegantes[17]

## Radio y Televisión Universitarias
Dada la necesidad de praxis por parte los alumnos de la Ingeniería en Electrónica y Comunicaciones, en 1990, la Facultad de Ingeniería Mecánica y Eléctrica (FIME) encabezada entonces por el Ing. Guadalupe Cedillo, decide dar origen a un canal de televisión, que en sus inicios solo podía emitir en un radio de 3 km a la redonda. Ese es el antecedente más remoto de TV-UANL Canal 53, que a la fecha transmite en TDT y a través del sistema IZZI - Cablevisión Monterrey.
La estación de radio XHUNL 89.7 FM, es una estación de radio universitaria, con sede en el Centro Audiovisual de la Unidad Mederos, al sur de la ciudad de Monterrey.
Tanto el canal como la estación, transmiten a través de internet y forman parte de la Red de Radiodifusoras y Televisoras Educativas y Culturales de México.

## Deportes y Actividades Extracurriculares
Las mascotas oficiales de los equipos representativos son los Tigres para el varonil y las Tigrillas para el femenil, aunque para equipos juveniles de la rama varonil, también han utilizado el mote de "Cachorros"
La Universidad tiene una larga tradición en los deportes, destacando por sus resultados en las Universiadas y Olimpiadas Juveniles, así como por sus programa de Fútbol Americano. Además de lo anterior, la Universidad financió, mediante el Patronato Universitario, una franquicia de Fútbol Profesional´: los Tigres de la UANL, que obtuvieron su ascenso a primera división frente a los Leones Negros de la Universidad de Guadalajara, y le dieron el primer campeonato oficial para la ciudad de Monterrey,  al ganar el Torneo de Copa México 1975 frente al América.
Bajo la tutela de la UANL, a través de la Asociación Civil "Club Deportivo Universitario",  obtendrían los títulos profesionales de la Liga, en 1977-78 y 1981-82, bajo la dirección de Carlos Miloc, y la Copa de 1995, bajo la dirección técnica de Víctor Manuel Vucetich.  Posterior a ello, se dio el descenso del equipo a la división inferior, y al no querer distraer recursos de universidad al fútbol,  la institución a través del Rector Reyes Tamez,  tomó la decisión arrendar el equipo profesional de fútbol a la empresa Sinergia Deportiva.
Por lo que toca al programa de Fútbol Americano, este se origina en 1944, en el campo de Bachilleres, jugando tres años bajo el mote de "Cachorros".  Tiempo después, al jugar un partido altamente disputado frente a los Gatos Negros, un periodista de El Norte, llamado Tony Corona, refería que se habían portado como "verdaderos Tigres de Bengala, como Tigres hambrientos de triunfo", de ahí nace el mote de "Tigres".  El Ing. Cayetano Garza, que fuera Director de Deportes de la Universidad, fundador de la Facultad de Organización Deportiva y Entrenador en Jefe de los Tigres del Fútbol Americano, dio a su equipo el mote de "Auténticos Tigres", ya que consideraba que sus jugadores, al ser estudiantes de la universidad, eran más "auténticos", que los jugadores del equipo profesional de Soccer.
- Tigres de la UANL
- Auténticos Tigres
- Exhibiciones de arte
- Cursos de arte (extracurriculares)
- Compañía Titular de Danza Folklórica de la Universidad Autónoma de Nuevo León
- Tours guiados
- Deportes intercolegiales
- Gimnasia y natación
- Campos de atletismo
- Música (Rondallas, Tunas)
- Teatro
- Grupos musicales
- Radio
- Grupos de servicio social
- Grupos de liderazgo estudiantil

## Escudo
Aprobado el 3 de diciembre de 1948 por el Consejo Universitario, el escudo de la máxima casa de estudios del Estado de Nuevo León es obra del arquitecto Joaquín Antonio Mora Alvarado (1906-1966) y del doctor Enrique Carlos Livas Villareal (1908-1984), quienes presentaron su trabajo con el seudónimo de Castor y Pólux.
Se trata de un escudo compuesto, integrado en su exterior por uno de tipo dama, formado por doce compones de plata, destinando el superior al nombre de la institución, y los once inferiores a los diez valores de la UANL (actitud de servicio, ética, honestidad, integridad, justicia, respeto, responsabilidad, solidaridad, trabajo en equipo y verdad), dedicando el inferior central con forma hexagonal, a la armonía en la naturaleza. Sobre un campo de carnación, un escudo portugués con bordura de esmalte sanguíneo, evoca la sangre de aquellos que dieron su vida por el conocimiento, y con campo color azur simbolizando la inmensidad del espacio y el saber universal, se sitúa la figura de una antorcha que posee:
•	una dimensión divina con el fuego eterno en oro y aurora, símbolo de la verdad y la libertad de pensamiento, de la lucha en favor del progreso del bien contra los males de la sociedad, y la luz contra las tinieblas de la ignorancia a expensas del sacrificio (al igual que el titán Prometeo), y del exilio (como Moisés tras su huida de Egipto) de los académicos, para vivificar y dar pureza a la humanidad; 
•	una dimensión terrenal con la base de bronce, como acción del hombre y sus medios materiales, origen de toda sociedad, y el compromiso con los valores olímpicos que han de prevalecer en toda institución educativa ligada al ámbito deportivo, trascendiendo a cualquier origen cultural de quienes participan en la comunidad universitaria. Alrededor de la base, tres sujeciones que representan las instituciones públicas, privadas y la sociedad civil; en la cúspide tres franjas, simbolizando la Junta de Gobierno, y los cargos de rector y de directores de Facultad; en la parte inferior, dos franjas alegóricas al personal administrativo y de servicios, todo ello sostenido por un pomo esférico como alusión a la perfección y la excelencia universitaria. Finalmente, tres acanaladuras que significan el pasado, presente y futuro de la institución. 
Superpuesto al pebetero se sitúan cuatro líneas de trayectoria a semejanza de las representaciones de los átomos (la unidad mínima de la materia y alegoría de la ciencia), que encarnan a los estudiantes, las licenciaturas, las maestrías y los doctorados, siendo el núcleo la llama del conocimiento. Corona el escudo un pórtico que evoca la universalidad de la antigua Grecia, padres de la filosofía europea, cuyo esplendor jamás ha sido igualado, formado por el frontón oeste del Partenón (templo consagrado a Atenea, diosa griega de la sabiduría ), ilustrando la lucha sostenida entre los dioses Atenea y Poseidón por la protección de la antigua ciudad griega; siendo soportado el frontón por dos columnas dóricas que simbolizan lo perenne y resistente del saber clásico, entre las cuales se ubica el lema de la institución en latín “alere flamman veritatis”, o “Nutre la llama de la verdad”.

## Sitios Alternos
- Repositorio Institucional UANL
- Colección Digital UANL
- Sorteo de la Siembra Cultural
- Tigres UANL

- Datos: Q29716
- Multimedia: Autonomous University of Nuevo León / Q29716
- Especies: UANL